# Граф де Буэндиа

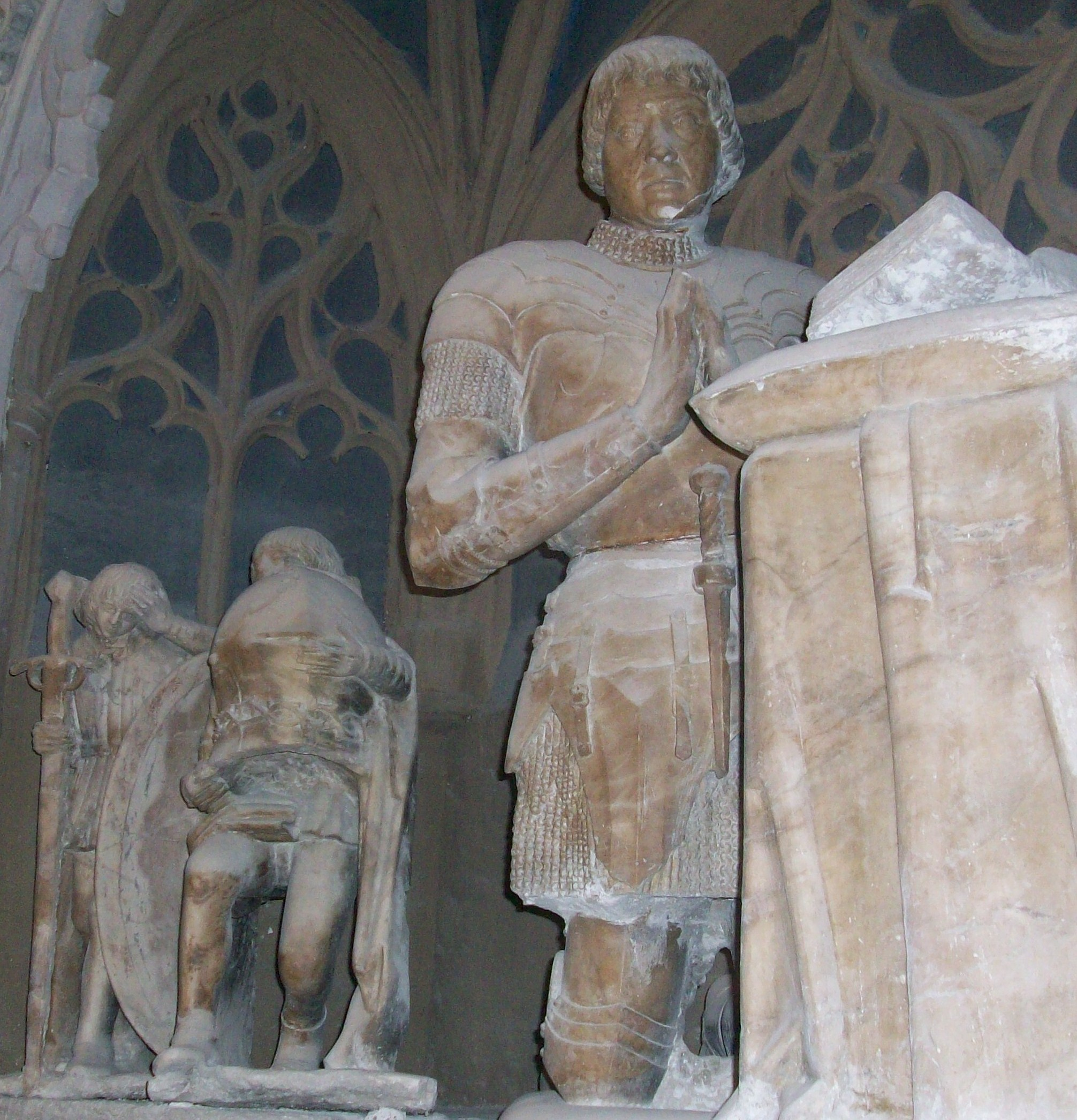
Могила Педро Васкеса де Акуньи, 1-го графа де Буэндиа, в церкви Санта-Мария-де-ла-Асунсьон в Дуэньясе

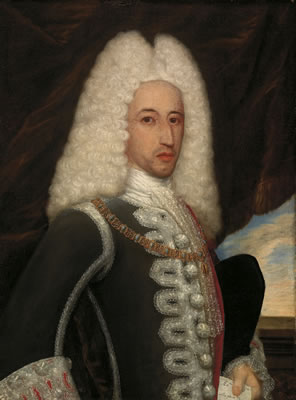
Николас Фернандес де ла Серда, 10-й герцог де Мединасели, 16-й граф де Буэндиа (1682—1739)

Граф де Буэндиа — испанский дворянский титул. Он был создан 9 июня 1465 года инфантом Альфонсо Кастильским для Педро Васкеса де Акуньи и Альборноса (?-1482), брата архиепископа Толедо Альфонсо Карриольо де Акуньи.
Название графского титула происходит от названия муниципалитета Буэндиа, провинция Куэнка, автономное сообщество Кастилия-Ла-Манча.

## Список графов де Буэндиа
|                                                           | Титул | Период                                                    |
| Креация создана инфантом Альфонсо Кастильским в 1465 году | Креация создана инфантом Альфонсо Кастильским в 1465 году | Креация создана инфантом Альфонсо Кастильским в 1465 году |
| Дом Акунья                                                | Дом Акунья | Дом Акунья                                                |
| --------------------------------------------------------- | --- | --------------------------------------------------------- |
| I                                                         | Педро Васкес де Акунья и Альборнос (? — 1482), сын Лопе Васкеса де Акуньи, 1-го сеньора де Буэндиа и де Асаньон (1397—1447), и Терезы Каррильо де Альбронос, сеньоры де Падерес, Портилья и Валтабладо (? — 1477) | 1465—1482                                                 |
| II                                                        | Лопе Варгас де Акунья (? — 1489), старший сын предыдущего и Инес де Эррера (? — 1478) | 1482—1489                                                 |
| III                                                       | Хуан де Акунья (? — 1528), второй сын предыдущего и Инес Энрикес де Киньонес (? — 1485) | 1489—1528                                                 |
| IV                                                        | Педро де Акунья (? — 1537), младший брат предыдущего | 1528—1537                                                 |
| V                                                         | Фадрике де Акунья (? — 1558), младший брат предыдущего | 1537—1558                                                 |
| VI                                                        | Хуан де Акунья и Акунья (1543—1592), сын предыдущего и Марии де Акуньи и Падильи | 1558—1592                                                 |
| VII                                                       | Мария де Акунья и Акунья (? — 1607), сестра предыдущего | 1592—1596                                                 |
| Дом Падилья, графы де Санта-Гадеа                         | |                                                           |
| VIII                                                      | Мартин де Падилья и Манрике (? — 1602), сын Антонио Манрике де Лара, аделантадо Кастилии (? — 1556), и Луизы де Падильи Энрикес, сеньоры де Санта-Гадеа | 1596—1602                                                 |
| IX                                                        | Хуан де Падилья и Акунья (? — 1606), старший сын предыдущего и Луизы де Падилья и Акунья (? — 1614) | 1602—1606                                                 |
| X                                                         | Эухенио де Падилья и Манрике (? — 1622), младший брат предыдущего | 1606—1622                                                 |
| Дом Сандоваль и Рохас, герцоги де Лерма и Уседа           | |                                                           |
| XI                                                        | Франсиско Гомес де Сандоваль и Падилья (1598—1635), сын Кристобаля Гомеса де Сандоваля и Рохаса, 1-го герцога де Уседа (1577—1624), и Марианны Манрике де Падильи и Акуньи (? — 1611) | 1622—1635                                                 |
| XII                                                       | Марианна Гомес де Сандоваль и Энрикес де Кабрера (1614—1651), старшая дочь предыдущего и Феличе Энрикес де Кабрера и Колонна (1594—1676) | 1635—1651                                                 |
| XII                                                       | Амбросио де Арагон и Сандоваль (1650—1659), младший сын предыдущей и Франсиско Гомеса де Сандоваля и Рохаса Манрике де Падилья, 2-го герцога де Лерма (1598—1635) | 1651—1659                                                 |
| XIV                                                       | Каталина Антония де Арагон и Сандоваль (1635—1697), дочь Луиса Рамона де Арагона Фолька де Кардоны и Кордовы, 6-го герцога де Сегорбе (1608—1670), и Марианны де Сандоваль и Рохас и Энрикес де Кабреры, 3-й герцогини де Лерма (1614—1651) | 1660—1668                                                 |
| Дом Мединасели                                            | |                                                           |
| XV                                                        | Луис Франсиско де ла Серда и Арагон (1660—1711), старший сын предыдущей и Хуана Франсиско де ла Серды Энрикеса де Риберы, 8-го герцога де Мединасели (1637—1691) | 1668—1711                                                 |
| XVI                                                       | Николас Фернандес де Кордоба и де ла Серда (1682—1739), племянник предыдущего, сын Луиса Маурисио Фернандесе де кордова и Фигероа, 7-го маркиза де Прьего (1650—1690), и Феличе Марии де ла Серды и Арагон (1657—1709) | 1711—1739                                                 |
| XVII                                                      | Луис Фернандес де Кордоба и Спинола (1704—1768), старший сын предыдущего и Херонимы Марии Спинолы де ла Серды (1687—1757) | 1739—1768                                                 |
| XVIII                                                     | Педро де Алькантара Фернандес де Кордоба и Монкада (1730—1789), единственный сын предыдущего и Марии Терезы де монкада и Бенавидес, 7-й маркизы де Айтона (1707—1756) | 1768—1789                                                 |
| XIX                                                       | Луис Мария Фернандес де Кордова и Гонзага (1749—1806), старший сын предыдущего и Марии Франсиски Хавьеры Гонзага и Караччиоло (1731—1757) | 1789—1806                                                 |
| XX                                                        | Луис Хоакин Фернандес де Кордова и Бенавидес (1780—1840), старший сын предыдущего и Хоакины Марии де Бенавидес и Пачеко, 3-й герцогини де Сантистебан-дель-Пуэрто (1746—1805) | 1806—1840                                                 |
| XXI                                                       | Луис Томас Фернандес де Кордова и Понсе де Леон (1813—1873), старший сын предыдущего и Марии де ла Консепсьон Понсе де Леон и Карвахаль (1783—1856) | 1840—1873                                                 |
| XXII                                                      | Луис Мария Фернандес де Кордова и Перес де Баррадас (1851—1879), старший сын предыдущего и Анхелы Аполонии Перес де Баррадас и Бернуй, 1-й герцогини де Дения и Тарифа (1827—1903) | 1873—1879                                                 |
| XXIII                                                     | Луис Хесус Фернандес де Кордова и Салаберт (1880—1956), единственный сын предыдущего и Касильды Ремигии де Салаберт и Артеага, 9-й маркизы де ла Торресилья (1858—1936) | 1880—1956                                                 |
| XXIV                                                      | Виктория Евгения Фернандес де Кордова и Фернандес де Энестроса (1917—2013), старшая дочь предыдущего от первого брака с Анной Марией Фернандес де де Энестроса и Гайосо де лос Кобос (1879—1938) | 1956—2013                                                 |
| XXV                                                       | Виктория Елизавета де Гогенлоэ-Лангенбург и Шмидт-Полекс (род. 1997), единственная дочь принца Марко Гогенлоэ-Лангенбурга, 19-го герцога де Мединасели (1962—2016), и Сандры Шмидт-Полекс (род. 1968), внучка принца Макса фон Гогенлоэ-Лангенбурга (1931—1994), и Анны Луизы де Медина и Фернандес де Кордовы, 13-й маркизы де Наваэрмоса и 9-й графини де Офалия (1940—2012), единственной дочери Виктории Евгении Фернандес де Кордовы, 18-й герцогини де Мединасели (1917—2013). | 2018 — настоящее время                                    |